# Alchemilla flavescens
Alchemilla flavescens é uma espécie de rosácea do gênero Alchemilla, pertencente à família Rosaceae.